# Гадзада-Ск'янно
Гадзада-Ск'янно, Ґадзада-Ск'янно (італ. Gazzada Schianno) — муніципалітет в Італії, у регіоні Ломбардія,  провінція Варезе.
Гаццада-Ск'янно розташована на відстані близько 530 км на північний захід від Рима, 50 км на північний захід від Мілана, 4 км на південь від Варезе.
Населення — 4651 особа (2014).
Щорічний фестиваль відбувається 23 квітня та 14 вересня. Покровитель — S.Giorgio.

## Демографія
Населення за роками:

Станом на 1 січня 2023 року в муніципалітеті офіційно проживали 304 іноземці з 42 країн, серед них 44 громадяни країн Євросоюзу та 46 громадян України.

## Сусідні муніципалітети
- Брунелло
- Бугуджате
- Лоцца
- Мораццоне
- Варезе